# Pătârlagele
Pătârlagele è una città della Romania di 8 128 abitanti, ubicata nel distretto di Buzău, nella regione storica della Muntenia.
Fanno parte dell'area amministrativa anche le località di Calea Chiojdului, Crâng, Fundăturile, Gornet, Lunca, Mănăstirea, Mărunţişu, Muşcel, Poienile, Sibiciu de Sus, Stroeşti, Valea Lupului, Valea Sibiciului, Valea Viei.
La città è situata nella parte occidentale del distretto, lungo la strada nazionale che collega Buzău e Brașov.
I primi documenti che attestano l'esistenza di Pătârlagele risalgono al 1524-1527, ma probabilmente la sua origine è più antica.
Il toponimo proviene dal tedesco, in particolare dal nome Pietro (Peter) e dal termine lager (accampamento). Il nome di origine tedesca può essere spiegato con la presenza dei Cavalieri dell'Ordine teutonico sull'altro versante dei Carpazi nel XIII secolo ed alla loro conquista delle montagne di Buzău, dove eressero importanti fortificazioni.